# Vomitory (deutsche Band)
Vomitory war eine niedersächsische Thrash-Metal-Band aus Meppen, die 1988 gegründet wurde und sich 2001 auflöste.

## Geschichte
Die Band wurde im Jahr 1988 gegründet. 1990 erschien die EP Catastrophical Expectations. Im selben Jahr stieß der Bassist Christoph „Cheesy“ Schaffer dazu, woraufhin 1991 das Demo Witches & Demons erschien. 1991 unterzeichnete die Gruppe einen Plattenvertrag bei D&S Records. Hierüber erschien im selben Jahr das Debütalbum Hour of Truth. Nachdem der Gitarrist Steve Kocsis hinzugekommen war, folgte 1993 das zweite Album Baschlasophobic. Nachdem das letzte Album 1996 unter dem Namen Rawhead erschienen war, kam es 2001 zur Auflösung.

## Stil
Laut rockdetector.com lässt die Band Funk-Einflüsse in ihren Thrash Metal einfließen. Für classicthrash.com war Catastrophical Expectations schnell, unprätentiös und glaubwürdig. Die Gruppe spiele geradlinigen und energiereichen Thrash Metal, der zwar kein Meilenstein des Genres, jedoch kurz und unterhaltsam sei. Hour of Truth biete gewöhnlichen Thrash Metal, der keine großen Überraschungen vorweisen könne. Baschlasophobic sei variabler und technisch etwas anspruchsvoller, enthalte jedoch weiterhin keine Überraschungen. Die Songs seien kaum einprägsam, jedoch etwas experimenteller als die Vorgänger, was die Songs jedoch nicht immer verbessere. Ein Beispiel hierfür seien die gelegentlichen Funk-Elemente, die nicht in die Lieder passen würden.

## Diskografie
- 1990: Catastrophical Expectations (EP, Eigenveröffentlichung)
- 1991: Demo Januar 1991 (Demo, Eigenveröffentlichung)
- 1991: Witches & Demons (Demo, Eigenveröffentlichung)
- 1991: Hour of Truth (Album, D&S Records)
- 1993: Baschlasophobic (Album, D&S Records)
- 1996: Rawhead (Album, D&S Records)